# 芹湥县
芹湥县（越南语：／）是越南隆安省下辖的一个县。面积210.20平方千米，2019年总人口209836人。

## 地理
芹湥县北接胡志明市平政县，东北接胡志明市茹𦨭县，东接胡志明市芹蒢县，西北接𤅶溧县，南和西接芹𱤰县。

## 历史
1976年，芹湥县隶属隆安省管辖。
2015年4月27日，芹湥市镇和周边新金社、美禄社和长平社的部分区域作为整体被评定为四级城镇。
2019年12月17日，新金社、长平社部分区域和美禄社部分区域并入芹湥市镇，长平社并入美禄社。

## 行政区划
芹湥县下辖1市镇14社，县莅芹湥市镇。
- 芹湥市镇（Thị trấn Cần Giuộc）
- 东盛社（Xã Đông Thạnh）
- 隆安社（Xã Long An）
- 隆厚社（Xã Long Hậu）
- 龙凤社（Xã Long Phụng）
- 隆上社（Xã Long Thượng）
- 美禄社（Xã Mỹ Lộc）
- 福厚社（Xã Phước Hậu）
- 福赖社（Xã Phước Lại）
- 福林社（Xã Phước Lâm）
- 福理社（Xã Phước Lý）
- 福永东社（Xã Phước Vĩnh Đông）
- 福永西社（Xã Phước Vĩnh Tây）
- 新集社（Xã Tân Tập）
- 顺城社（Xã Thuận Thành）

## 经济
芹湥县有很多工业区，包括隆厚、新金等工业区；城市建设发展很快。